# Oligotrichum erosum
Oligotrichum erosum är en bladmossart som beskrevs av Lindberg 1867. Oligotrichum erosum ingår i släktet Oligotrichum och familjen Polytrichaceae. Inga underarter finns listade i Catalogue of Life.